# Генезий Лионский
Гене́зий (Гене́сий) Лио́нский (лат. Genestus, фр. Genès, Genest, Génis, Genêt; дата рождения неизвестна — умер после 677, возможно 678, Лион) — 37-й епископ Лионский (658—678), святой римско-католической церкви.

## Биография
Древнее житие Генезия Лионского не сохранилось. Некоторую информацию об этом святом можно почерпнуть из житий его современников меровингской эпохи, в частности, святой Батильды и святой Бертиллы и из указов франкских королей Хлотаря III и Теодориха III.
О ранних годах жизни Генезия данных нет. Известно, что он был приором Фонтенельского аббатства и милостынником королевы Батильды, супруги короля франков Хлодвига II.
28 сентября 658 года в результате заговора погиб епископ лионский Анемунд. Батильда, ставшая к тому моменту регентшей при малолетнем короле Хлотаре III, назначила на эту высокую должность Генезия.
Генезий способствовал развитию основанных Батильдой обителей: в 659 году он перевёл в Шелльское аббатство нескольких монахинь из Жюмьежского аббатства во главе с Бертиллой. Подпись Генезия стоит на двух дипломах короля Хлотаря III от 662 года в пользу основанного Батильдой аббатства Корби, на дипломе епископа Бертефрида Амьенского в пользу того же монастыря, а также на дипломе святого Дравсия Суассонского в пользу монастыря Девы Марии от 666 года. Впрочем, некоторые исследователи подвергают сомнению аутентичность части из этих дипломов.
В 665 году, после достижением Хлотарем III совершеннолетия, Батильда, хоть и не приняв монашеского сана, удалилась от мира в Шелльское аббатство. В 673 году Хлотарь III умер, и из ссылки возвратился майордом Эброин, который вступил в острый конфликт с бургундской знатью во главе с епископом Отёна Леодегарием. Генезий принял сторону последнего. Во вспыхнувшей междоусобице сторонники Эброина осадили Отён, пленили Леодегария, после чего направились к Лиону, желая пленить также Генезия. Однако, на его защиту поднялся весь город, вынудив сторонников Эброина отступить.
В дальнейшем имя Генезия всплывает лишь один раз — в послании Теодориха III от 677/678 годов, где Генезий упоминается на первом месте, что говорит о его высоком положении.

## Место захоронения
Генезий был захоронен в церкви Святого Никиты в Лионе, где его мощи находились до начала XIV века, после чего были перенесены в Шелльское аббатство и помещены рядом с Батильдой.

## Топонимы
В честь святого Генезия Лионского названы несколько населённых пунктов в Лионской метрополии, департаментах Рона и Эн: такие, как Сен-Жени-л'Аржантьер, Сен-Жени-Лаваль и некоторые другие.

## День памяти
1 ноября.